# Sylfest Lomheim
Sylfest Lomheim, född 11 mars 1945 i Hafslo, är en norsk språkvetare.
Lomheim är utbildad vid Universitetet i Oslo. Han tjänstgjorde som rektor vid Distriktshøgskolen i Kristiansand 1987–1992. Han var anställd vid Agder distriktshøgskole från 1997 med översättningsteori och översättarutbildning som specialitet; från 1987 till 1992 var han rektor. År 2003 utnämndes han till professor vid Høgskolen, senare Universitetet i Agder. Dessutom har han haft flera fackliga, administrativa och politiska uppdrag, samt har varit knuten till NRK, bland annat inom radioprogrammet Språkteigen.
Lomheim har utgivit flera böcker och artiklar om språk och språkpolitik, bland annat Ord om ord. Frå Amerika til Åmot (2004). Han var Arbeiderpartiets statssekreterare i Barne- og familiedepartementet 1997 och språkdirektör i Språkrådet 2004–2010.